# Sarcophaga neglecta
Sarcophaga neglecta är en tvåvingeart som beskrevs av Zumpt och Argo 1977. Sarcophaga neglecta ingår i släktet Sarcophaga och familjen köttflugor.
Artens utbredningsområde är Réunion. Inga underarter finns listade i Catalogue of Life.